# Santorso
Santorso é uma comuna italiana da região do Vêneto, província de Vicenza, com cerca de 5.273 habitantes. Estende-se por uma área de 13 km², tendo uma densidade populacional de 406 hab/km². Faz fronteira com Piovene Rocchette, Schio, Velo d'Astico, Zanè.

## Demografia
| Variação demográfica do município entre 1861 e 2011                               |
|                                                                                   |
| Fonte: Istituto Nazionale di Statistica (ISTAT) - Elaboração gráfica da Wikipedia |